# Журкуєшть
Журкуєшть, Журкуєшті (рум. Jurcuiești) — село у повіті Алба в Румунії. Входить до складу комуни Бучум.
Село розташоване на відстані 307 км на північний захід від Бухареста, 38 км на північний захід від Алба-Юлії, 62 км на південний захід від Клуж-Напоки.

## Населення
За даними перепису населення 2002 року у селі проживали 8 осіб, усі — румуни. Усі жителі села рідною мовою назвали румунську.